# Eublemma ignifera
Eublemma ignifera är en fjärilsart som beskrevs av Lucas 1895. Eublemma ignifera ingår i släktet Eublemma och familjen nattflyn. Inga underarter finns listade i Catalogue of Life.